# میگوی شیشه‌ای
میگوی شیشه‌ای (نام علمی:  Palaemonetes)، سرده‌ای از میگوهای اصلی شامل سخت‌پوستان گروه جغرافیایی متنوع آب شیرین، آب لب‌شور و دریایی است.
میگوهای شیشه‌ای به خاطر ظاهر شفافی که دارند بسیار محبوب هستند. شفافیت آنها به قدری زیاد است که حتی غذای داخل شکمشان دیده می‌شود. در میگوهای ماده پیش از تخم‌ریزی تخم‌های ریز سبزرنگ را می‌توان دید. آن‌ها با خوردن مواد زاید آکواریوم را تمیز می‌کنند، بنابراین به عنوان حیوان خانگی نگهداری می‌شوند.